# .us
.us è il dominio di primo livello nazionale assegnato agli Stati Uniti d'America.
Il dominio è scarsamente utilizzato: negli Stati Uniti vengono maggiormente utilizzati i domini generici .com o .gov.

## Domini di secondo livello
Nelle RFC 1386 e 1480 Jon Postel aveva definito una struttura per il dominio .us che, dopo la sua morte e la successiva gestione di Network Solutions e di VeriSign, non è stata implementata anche perché considerata un vincolo irragionevole (per esempio il dominio "Microsoft.com" secondo un simile schema avrebbe assunto una forma del tipo "Microsoft.Redmond.wa.us").
Nonostante cinque territori degli Stati Uniti d'America possiedano un dominio di secondo livello .us, ad essi è stato assegnato un dominio di primo livello nazionale: Samoa Americane (.as), Guam (.gu), Isole Marianne Settentrionali (.mp), Porto Rico (.pr) e Isole Vergini Americane (.vi).
Nel 2002 il Congresso degli Stati Uniti ha approvato la creazione del dominio di secondo livello kids.us riservato a contenuti educativi per bambini. Nel 2011, quando il dominio è stato sospeso, dei 651 domini registrati solamente sei erano attivi.

## Domain hack
Uno dei primi domain hack registrati è del.icio.us.